# Inger Berggrén
Inger Berggrén född Ryberg 4 april 1943 i Göteborg, är en svensk arkitekt i huvudsak verksam i Värmland där hon var länsarkitekt 1992–2005.

## Biografi
Efter studentexamen i Göteborg 1963 följde arkitektstudier vid Chalmers Tekniska Högskola. Under studietiden hade hon praktiserat hos Per Lagergren som var stadsarkitekt i Karlstad, och hit flyttade hon också efter examen 1967 för arbete på Havstad, Hollström och Lindells arkitektkontor. År 1970 började hon arbeta på Skanark under Janne Feldts ledning, där senare blev delägare. I arkitektbyråns uppdrag ingick stadsarkitektstjänster  som  konsultuppdrag, hon verkade härigenom som stadsarkitekt i Kil, Hammarö och Storfors kommuner. År 1992 bytte hon tjänst och blev länsarkitekt i Värmland, ett uppdrag hon hade till 2005.
Inger Berggrén har skrivit flera böcker med anknytning till arkitektyrket, ibland tillsammans med maken Per Berggrén.

## Verk i urval
- Herrhagskyrkan, Karlstad (1972)
- Kroppkärrskyrkan, Karlstad (1973)
- Hultsbergsskolan, Karlstad
- Taserudsskolan Arvika,
- Fryksdalens Sparbank, Sunne
- Galleria i kvarteret Gripen, Karlstad

## Bilder

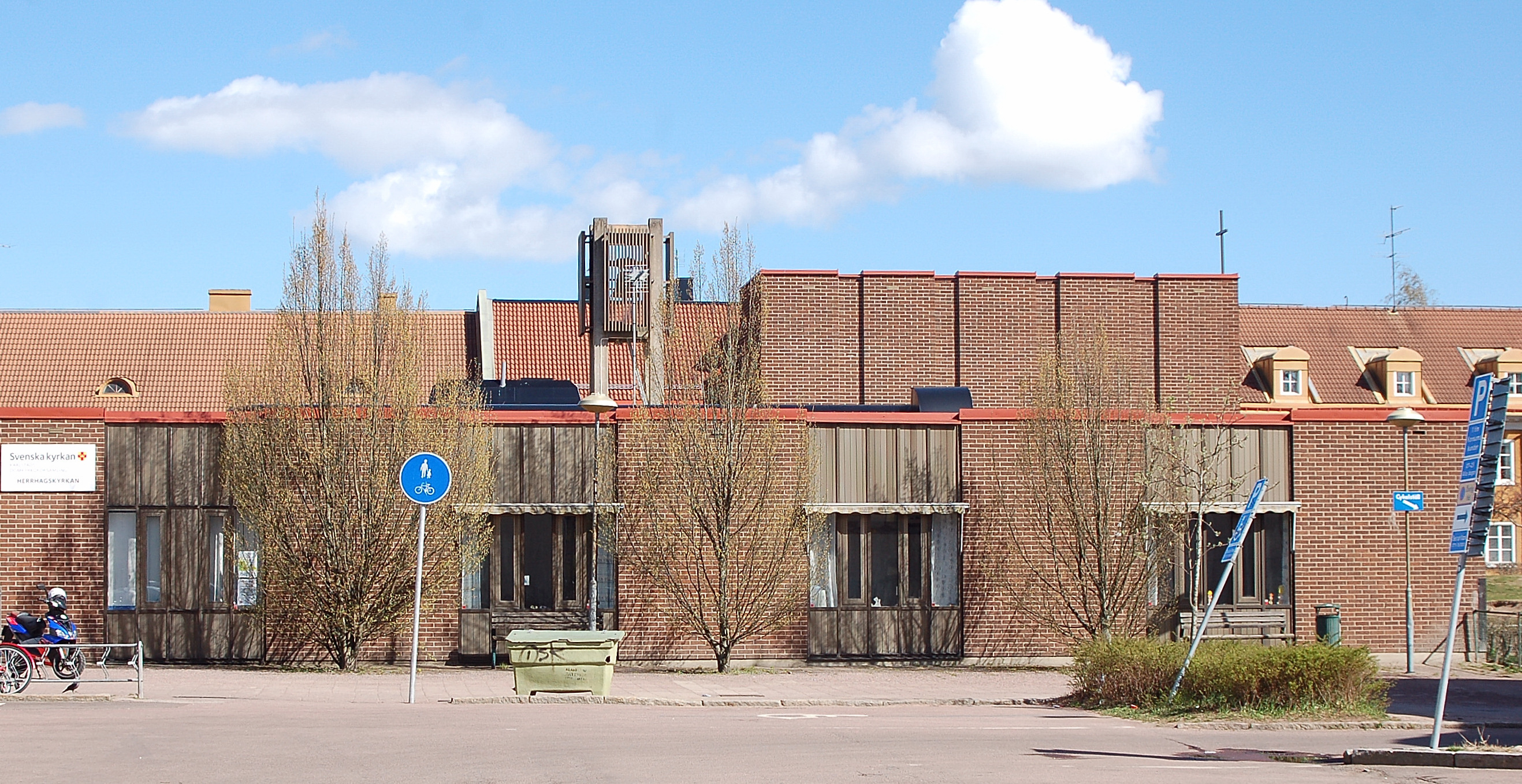
Herrhagskyrkan
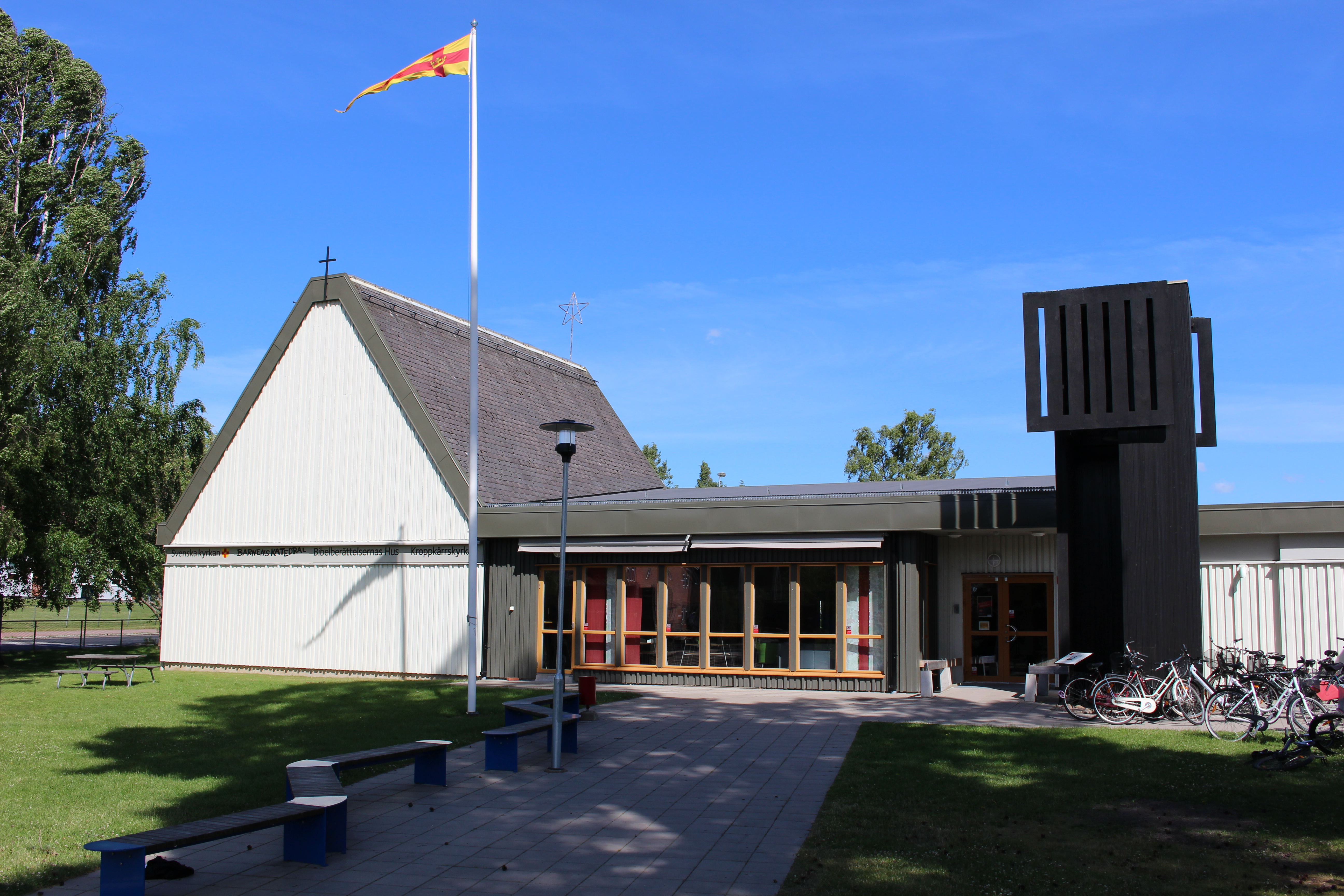
Kroppkärrskyrkan
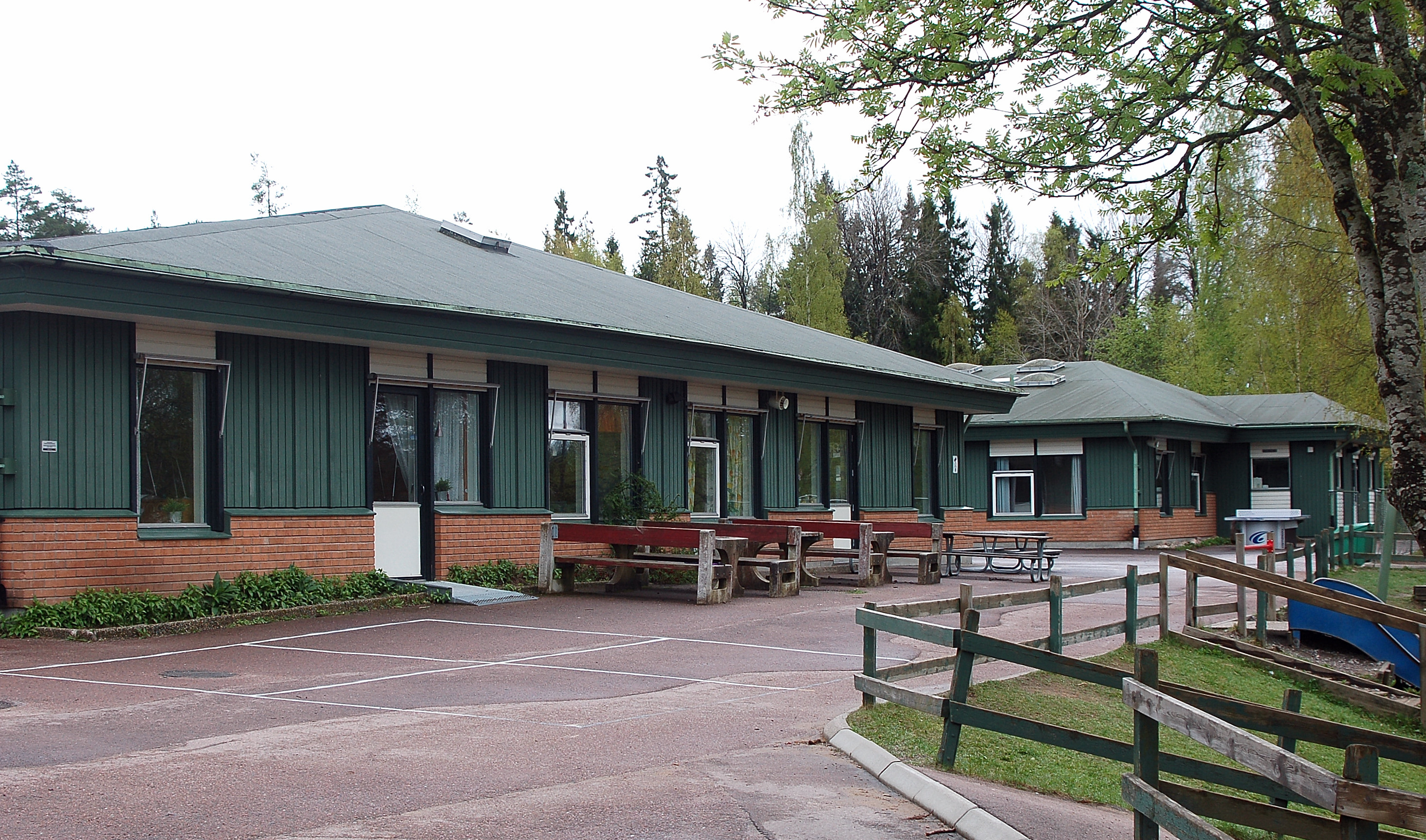
Hultsbergsskolan
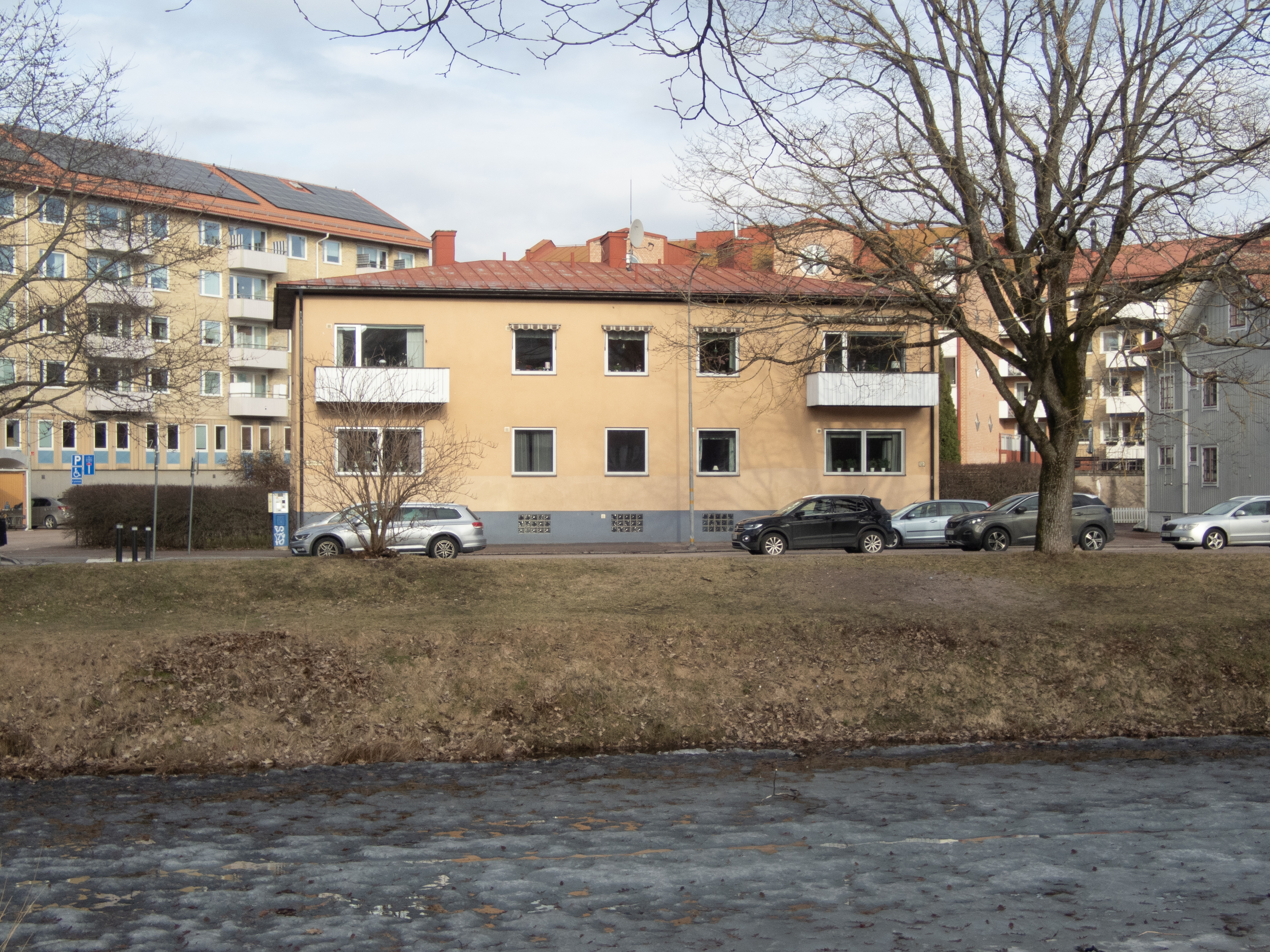
Braxen 28, Karlstad